# Pokupsko Vratečko
Pokupsko Vratečko – wieś w Chorwacji, w żupanii sisacko-moslawińskiej, w gminie Lekenik. W 2011 roku liczyła 23 mieszkańców.